# Baia di Clew
La baia di Clew (Clew Bay in inglese; Cuan Mó in gaelico irlandese) è una particolare insenatura nella costa occidentale del Mayo, nella Repubblica d'Irlanda, lunga 25km e ampia circa 16.

## Caratteristiche
Caratteristica principale di questo luogo è la straordinaria presenza di un numero elevatissimo di piccolissime isolette (da recenti misurazioni sarebbero 117) che costellano il panorama. In realtà queste isolette altro non sono che uno degli esempi più evidenti di drumlins sprofondati in masse d'acqua.
Molte delle isolette, soprattutto quelle più vicine alla terraferma, sono coltivate e abitate.
I centri principali sulla baia sono Westport e Newport, mentre il punto ideale per vedere una panoramica di questa è senz'altro la vetta di Croagh Patrick, situata nella parte meridionale. 
Nella parte più interna della baia, una lingua di terra crea altre due piccole insenature interne, chiamate rispettivamente baia di Westport (Westport Bay) e baia di Newport (Newport Bay), dal nome dei centri principali che vi sorgono e che portano lo stesso nome.

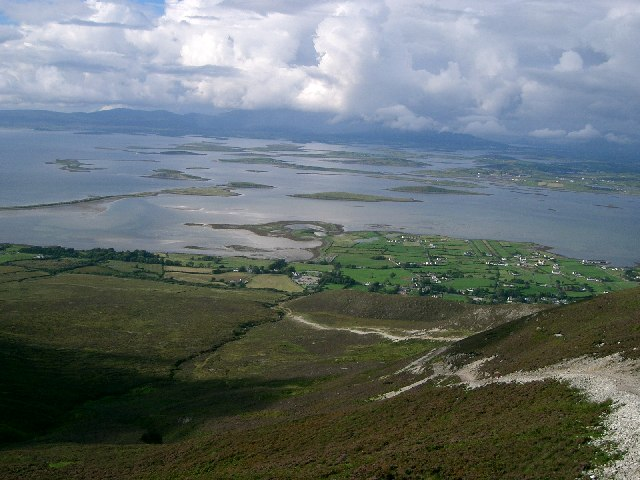
Baia di Clew - Le innumerevoli isole da una delle pendici di Croagh Patrick
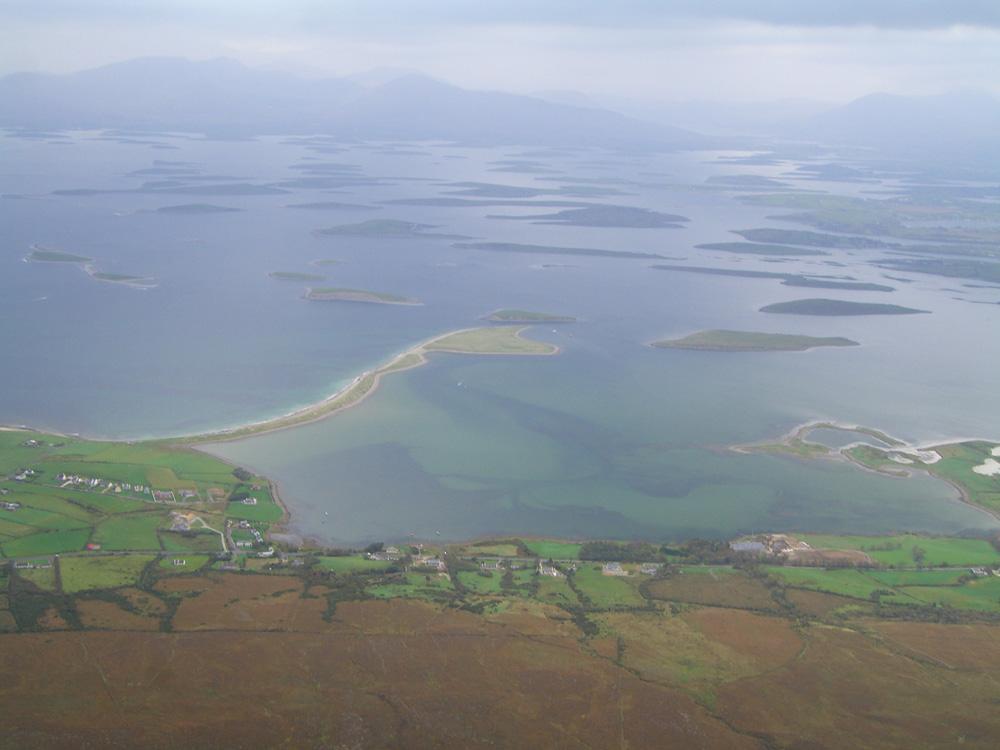
Veduta aerea da Croagh Patrick

## Curiosità
Poco più al largo dello sciame di isole, all'ingresso dell'insenatura, è situata Clare Island, covo di Grace O'Malley che, durante l'era medievale controllava tutta la baia.
Tradizione vuole che all'interno della baia ci sia un'isola per ogni giorno dell'anno (in realtà non sono così tante), così come tradizione vuole che sia stata formata da un'enorme campana gettata dalla cima di Croagh Patrick da San Patrizio nel momento in cui meditò quaranta giorni sul monte, scacciando poi i serpenti dall'Irlanda. 
In tempi recenti è stata molto dibattuta la possibilità di fare allevamento ittico in determinate zone della baia.